# Neptunia natans
Neptunia natans là một loài thực vật có hoa trong họ Đậu. Loài này được W. Theob. miêu tả khoa học đầu tiên năm 1883.